# Philip Scrubb
Philip Alexander Scrubb (Richmond, 27 novembre 1992) è un cestista canadese con cittadinanza britannica, professionista in Europa.

## Biografia
È il fratello minore di Thomas Scrubb, anch'egli cestista.

## Carriera
Con il Canada ha disputato i Campionati americani del 2015 e i Campionati mondiali del 2019.

## Palmarès
- FIBA Europe Cup: 1

Skyliners Francoforte: 2015-16